# Kościół Chrystusa Króla w Przemysławiu
Kościół pw. Chrystusa Króla w Przemysławiu – katolicki kościół filialny znajdujący się w Przemysławiu (powiat sulęciński, bezpośrednio przy drodze wojewódzkiej nr 131 z Nowin Wielkich do Krzeszyc). Należy do parafii św. Antoniego Padewskiego w Krzeszycach. Stanowi pamiątkę osadnictwa na błotach nadwarciańskich.

## Historia
Świątynia murowana, zbudowana w 1786 dla osadników kolonizacji fryderycjańskiej (wieś nazywała się wówczas Louisa, a założono ją w 1774). Pierwotnie był to obiekt o konstrukcji szkieletowej z wypełnieniem strychulcowym (gliniano-słomowym), posadowiony na kamiennym cokole. W 1945 zdewastowany w trakcie działań bojowych, a następnie przejęty przez katolików. W 1978 przebudowany na murowany i otynkowany, co zatraciło jego pierwotne cechy stylowe (jedyną oryginalną pozostałością jest wieża konstrukcji drewnianej, oszalowana). 

## Architektura
Kościół na rzucie prostokątnym ma dwie przybudówki - zakrystię i kruchtę, nad którą umieszczono wieżę krytą ośmiobocznym hełmem. Przedsionek zwieńczony chorągiewką pogodową i krzyżem joannickim. Korpus kryty dachem czterospadowym.

## Wyposażenie
Na pierwotne wyposażenie wnętrza składały się: ołtarz ambonowy, organy, loża panów (rzeźbiona), pojedyncze stalle, a także empory, z których zachowała się jedna - przy ścianie południowej. Do dziś zachował się tylko dzwon z 1784 (pracownia ludwisarska braci Fischerów z Chojny).

## Galeria

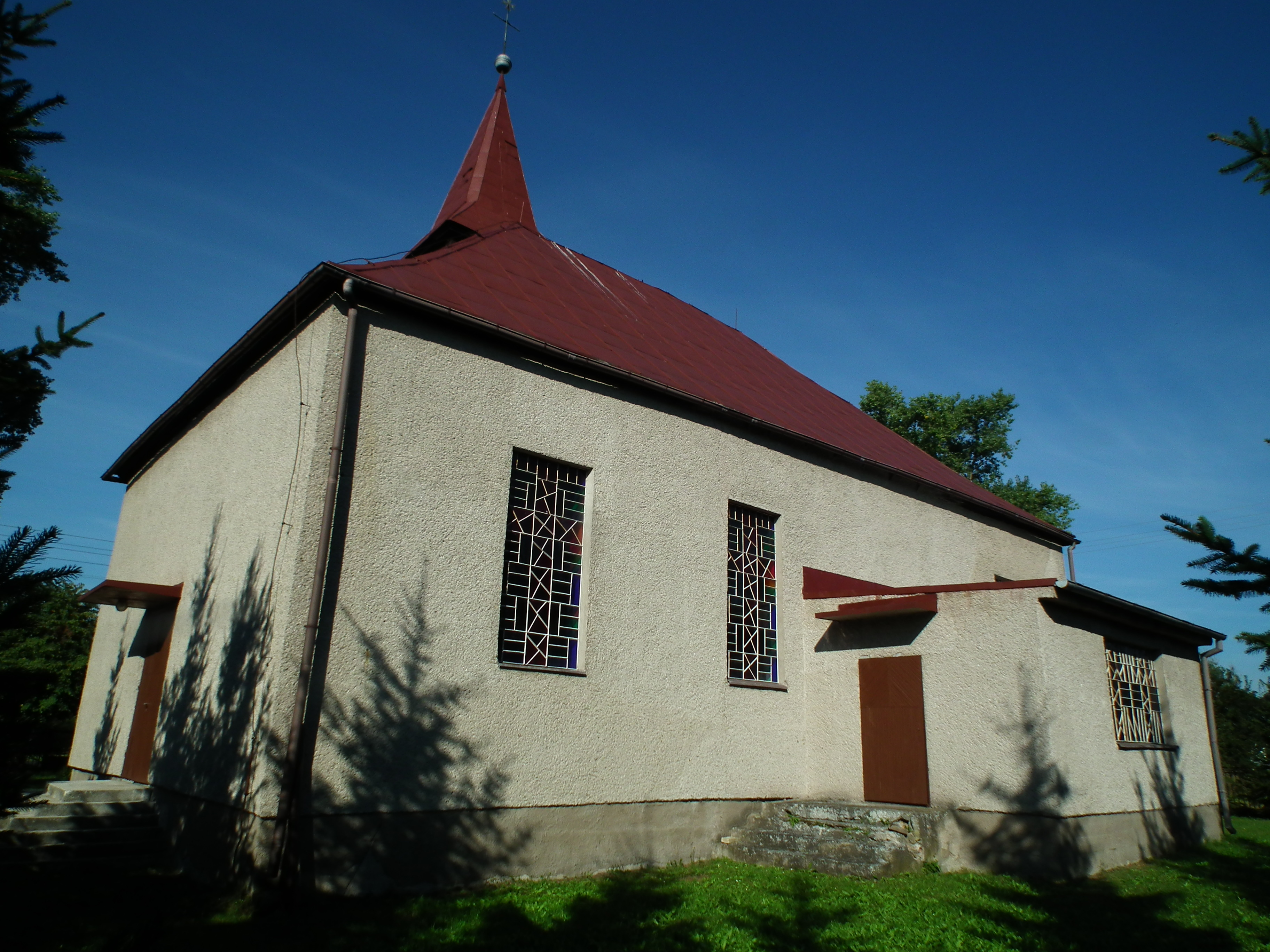
Elewacja tylna
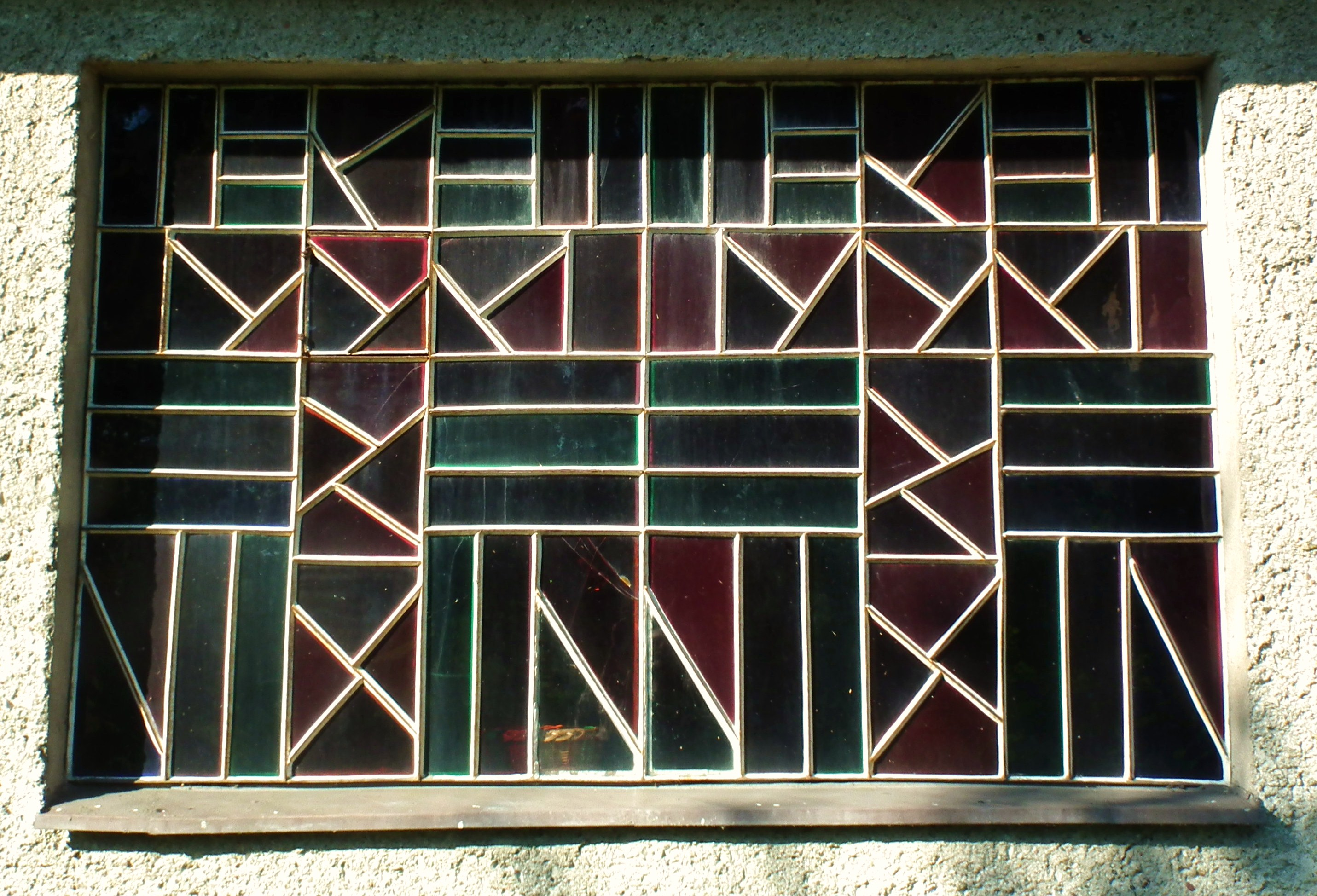
Witraż z 1978
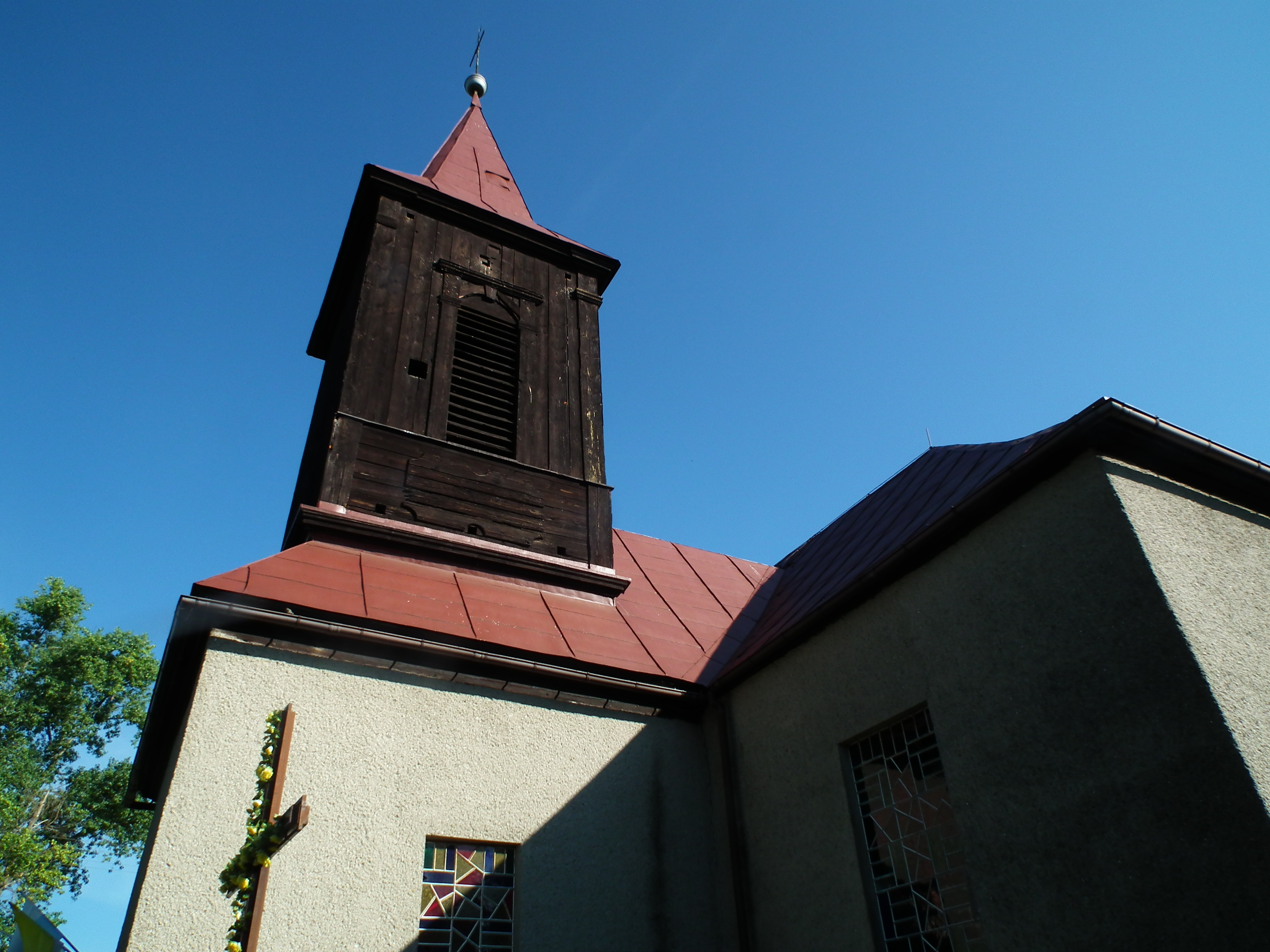
Wieża